# ピアッシング
『ピアッシング』（Piercing）は、2018年のアメリカ合衆国のスリラー映画。監督はニコラス・ペッシェ、出演はクリストファー・アボットとミア・ワシコウスカなど。村上龍原作の小説『ピアッシング』（幻冬舎文庫刊）の映画化。PG-12指定。
2018年1月に開催されたサンダンス映画祭で初上映された。

## ストーリー
自身の幼い娘をアイスピックで刺したいという衝動に駆られているリードはその欲望を鎮めるため、ホテルに呼び出したSM嬢を殺害する計画を立てる。
やがてジャッキーという名の女がやって来る。入念な準備で待ち構えていたリードは計画を実行しようとするが、彼女はいきなり自分自身の体を傷つけて倒れこんでしまう。
ここに、殺人衝動を持つ男と自殺願望を持つ女の悪夢のようなシュールな一夜が幕を開ける。

## キャスト
- リード：クリストファー・アボット
- ジャッキー：ミア・ワシコウスカ
- モナ：ライア・コスタ（英語版） - リードの妻。
- リードの母：マリン・アイアランド
- シェヴォンヌ：マリア・ディッツィア（英語版）
- 医師：ウェンデル・ピアース